# Solanum andreanum
Solanum andreanum là loài thực vật có hoa trong họ Cà. Loài này được Baker mô tả khoa học đầu tiên năm 1884.